# Verónica Palma Cruz
Verónica Palma Cruz (Guachochi, Chihuahua, 10 de octubre de 1989), corredora rarámuri y promotora del deporte mexicana. Ha participado en maratones, como el Maratón de Juárez, donde obtuvo el primer lugar en su categoría dos veces.
En 2014 formó parte de un equipo rarámuri que completó el relevo The Speed Project, desde Los Ángeles hasta Las Vegas.
Ganadora de la medalla de oro en los Juegos Mundiales Máster de Pueblos Indígenas 2023.Y, además participa en la Coordinación de Pueblos Originarios de Ciudad Juárez.

## Biografía
Desde niña creció rodeada de las tradiciones rarámuris, participando en actividades como los juegos de ariweta, donde las mujeres corrían detrás de un aro, lo que marcó el inicio de su vínculo con el deporte.
A los 13 años, dejó su comunidad para mudarse a Ciudad Juárez. Mientras que, a los 21 años inició su carrera como maratonista, participando en competencias locales y nacionales. Con el paso de los años, se consolidó como una de las corredoras destacadas de su comunidad.
Además de su faceta deportiva, trabaja en la Coordinación de Pueblos Originarios de la Dirección General de Desarrollo Social en Ciudad Juárez, promueve el deporte como una herramienta para el desarrollo personal y el fortalecimiento de las tradiciones indígenas.

## Trayectoria deportiva
Comenzó su trayectoria deportiva a los 21 años, participando en carreras locales de Ciudad Juárez, en circuitos de 10, 21 y 42 kilómetros, tanto en terreno urbano como en montaña. En dos ocasiones consecutivas, obtuvo el primer lugar en su categoría en estos maratones.
En 2021, Verónica Palma, junto a Yulisa Fuentes, Isidora Rodríguez, Rosa Ángela Para, Lucía Nava y Argelia Orpinel, formó parte de un equipo de seis mujeres rarámuris que participó en The Speed Project, una competencia de relevos que cubre 550 kilómetros desde Los Ángeles hasta Las Vegas. El equipo logró el tercer lugar, completando largas distancias en diversas condiciones a lo largo de varios días.
En 2023, coronó su carrera internacional al ganar la medalla de oro en los Juegos Mundiales Máster de Pueblos Indígenas, celebrados en Ottawa, Canadá. Este reconocimiento consolida su posición como una de las atletas rarámuris destacadas en el ámbito deportivo internacional.
En 2024, representó a la comunidad rarámuri en Estados Unidos, participando en la carrera The Flying Squirrel, en Carolina del Norte, donde obtuvo el sexto lugar en la categoría general y el primer lugar en su categoría.
Su estilo al correr, frecuentemente usando la falda tradicional rarámuri, refleja la presencia de las mujeres rarámuris en el ámbito deportivo internacional, además de dar continuidad a las prácticas culturales de su comunidad. 